# Harmonogram wdrożenia
Harmonogram wdrożenia – plan prac projektowo-wdrożeniowych składających się na realizację przedsięwzięcia, np. wdrożenia systemu informatycznego lub nowej technologii. Graficznie obrazuje wzajemne powiązania i czas trwania poszczególnych działań (etapów, faz, czynności) wraz z punktami kontrolnymi („krokami milowymi”). Wraz z budżetem stanowi jeden z podstawowych elementów poprawnie przygotowanego procesu wdrożeniowego.